# Morvant Caledonia United
Il Morvant Caledonia United, in precedenza Caledonia AIA, è una società calcistica trinidadiana.

## Palmarès

### Competizioni nazionali
- Coppa di Trinidad e Tobago: 3

2008, 2011-2012, 2012-2013
- Coppa di Lega di Trinidad e Tobago: 2

2011, 2012
- Trinidad e Tobago Goal Shield: 1

2012
- Trinidad e Tobago Pro Bowl: 1

2008
- Guyana Mayor's Cup: 1

2012

### Competizioni internazionali
- CFU Club Championship: 1

2012

### Altri piazzamenti
- Campionato trinidadiano:

Secondo posto: 2010-2011, 2012-2013
Terzo posto: 2005, 2009, 2011-2012
- Trinidad & Tobago FA Cup:

Finalista: 2007
- Coppa di Lega di Trinidad e Tobago:

Finalista: 2001, 2007
- CFU Club Championship:

Finalista: 1998

## Organico

### Rosa 2008-2009
| N. |                                      | Ruolo | Calciatore        |
| -- | ------------------------------------ | ----- | ----------------- |
|    | Saint Vincent e Grenadine (bandiera) | P     | Dwayne Sandy      |
|    | Trinidad e Tobago (bandiera)         | P     | Glenroy Samuel    |
|    | Trinidad e Tobago (bandiera)         | P     | Michael Woods     |
|    | Guyana (bandiera)                    | D     | Charles Pollard   |
|    | Guyana (bandiera)                    | D     | Howard Lowe       |
|    | Trinidad e Tobago (bandiera)         | D     | Judah Alexander   |
|    | Guyana (bandiera)                    | D     | Leslie Holligan   |
|    | Trinidad e Tobago (bandiera)         | D     | Marcus Ambrose    |
|    | Trinidad e Tobago (bandiera)         | D     | McKenzie Cadette  |
|    | Trinidad e Tobago (bandiera)         | D     | Radanfah Abu Bakr |
|    | Saint Lucia (bandiera)               | D     | Sheldon Emmanuel  |
|    | Trinidad e Tobago (bandiera)         | C     | Abdallah Phillips |
|    | Trinidad e Tobago (bandiera)         | C     | Conrad Smith      |

| N. |                                      | Ruolo | Calciatore         |
| -- | ------------------------------------ | ----- | ------------------ |
|    | Trinidad e Tobago (bandiera)         | C     | Densill Theobald   |
|    | Trinidad e Tobago (bandiera)         | C     | Hayden Barithwaite |
|    | Trinidad e Tobago (bandiera)         | C     | Hayden Tinto       |
|    | Trinidad e Tobago (bandiera)         | C     | Kareem Joseph      |
|    | Trinidad e Tobago (bandiera)         | C     | Kerwin Jemmott     |
|    | Guyana (bandiera)                    | C     | Konata Mannings    |
|    | Saint Vincent e Grenadine (bandiera) | C     | Kendall Velox      |
|    | Trinidad e Tobago (bandiera)         | C     | Stephan David      |
|    | Guyana (bandiera)                    | C     | Walter Moore       |
|    | Trinidad e Tobago (bandiera)         | A     | Jameel Perry       |
|    | Isole Vergini Americane (bandiera)   | D     | Alberto Van Gurp   |
|    | Guyana (bandiera)                    | A     | Nigel Codrington   |
|    | Saint Lucia (bandiera)               | D     | Vernus Abbott      |